# Chris Drave
Chris Drave (* 1. März 1977 in Hamburg) ist ein deutscher Musiker, Autor und Komponist.

## Jugend und Ausbildung
Chris Drave begann mit sechs Jahren mit klassischem Violin-Unterricht. Ab 14 spielte er zusätzlich Gitarre. Auf erste Experimente mit elektrischen Streichinstrumenten folgte ab 1999 ein Studium Lehramt an Gymnasien mit dem Hauptfach Geige an der Hochschule für Musik und Theater Hamburg. Hier studierte Chris Drave Violine vor allem bei Jürgen Groß, Peter Heidrich und Liudmila Minnibae.

## Erste Erfolge in der Hamburger Szene
Ab 1997 spielte Drave Gitarre & Violine bei der Hamburger Band „Der Fall Böse“ (ca. 200 Auftritte, 3 CD-Produktionen). Aus dieser Zeit stammen auch erste musikalische Kooperationen mit der Hamburger Band Johnny Liebling. Gleichzeitig war Drave Violinist beim Salonorchester Gnadenlos, in der Mitternachts-Show im Schmidt-Theater, bei David Harrington und Kathrin Wulff. Seit 2001 arbeitete Chris Drave zudem im Tonstudio Redlounge-Music als Musik- und Hörspiel-Produzent sowie als Studio-Musiker.

## Solokarriere und größere Bekanntheit
Eine Solokarriere startete Chris Drave ab 2000 mit seinem Solo-Projekt stringNbase (diverse CD-Produktion mit Streich-Quartett), das er 2004 als Duo-Projekt fortführte (ca. 100 Auftritte). Er ist Gründungsmitglied der Hamburger Band Djangonauten und Violinist bei Robert Carl Blank. Einem größeren deutschlandweiten Publikum wurde Chris Drave 2022 bekannt durch eine Tour mit Claude-Oliver Rudolph / U 96. Seit 2023 besteht zudem eine musikalische Kooperation mit der Schauspielerin Janette Rauch. Chris Drave lebt und arbeitet in Hamburg.